# Na Wiatraku
Na Wiatraku – część wsi Goździelin w Polsce, położona w województwie świętokrzyskim, w powiecie ostrowieckim, w gminie Bodzechów.
W latach 1975–1998 Na Wiatraku administracyjnie należało do województwa kieleckiego.